# Senopterina macularis
Senopterina macularis är en tvåvingeart som först beskrevs av Fabricius 1805.  Senopterina macularis ingår i släktet Senopterina och familjen bredmunsflugor. Inga underarter finns listade i Catalogue of Life.